# Xã Stevens, Quận Bradford, Pennsylvania
Xã Stevens (tiếng Anh: Stevens Township) là một xã thuộc quận Bradford, tiểu bang Pennsylvania, Hoa Kỳ. Năm 2010, dân số của xã này là 437 người.